# (5753) Yoshidatadahiko
(5753) Yoshidatadahiko (1992 EM) – planetoida z grupy pasa głównego asteroid okrążająca Słońce w ciągu 3,41 lat w średniej odległości 2,27 j.a. Odkryta 4 marca 1992 roku.